# Ейнджел (станція метро)
51°31′54″ пн. ш. 0°06′18″ зх. д. / 51.53153° пн. ш. 0.1049° зх. д.
Ейнджел (англ. Angel) — станція Лондонського метро, обслуговує Північну лінію. Розташована у 1-й тарифній зоні, у районі Ейнджел, лондонського боро Ізлінгтон, між метростанціями Олд-стріт та Кінгс-кросс-Сент-Панкрас. Пасажирообіг на 2017 рік — 19.20 млн осіб

## Історія
- 17 листопада 1901 — відкриття станції у складі City & South London Railway (C&SLR), як північної кінцевої нового розширення від Моргейт.[3][4]
- 12 травня 1907 — C&SLR відкрили подальше розширення від Ейнджел до Юстон[5][4]

## Пересадки
На автобуси оператора London Buses маршрутів 4, 19, 30, 38, 43, 56, 73, 153, 205, 214, 274, 341, 394, 476, та нічних маршрутів N19, N38, N41, N73, N205

## Послуги
| Попередня станція | Лінія | Лінія          | Лінія | Наступна станція         |
| ----------------- | ----- | -------------- | ----- | ------------------------ |
| Олд-стріт         |       | Північна лінія |       | Кінгс-кросс-Сент-Панкрас |